# Cedeira
Cedeira est une municipalité de la province de La Corogne située dans le Nord-Ouest de l'Espagne, faisant partie de la communauté autonome de Galice.

## Port de Cedeira
- Port de pêche
- Port de loisirs nautiques
- Port commercial

## Sanctuaire Saint-André-de-Teixido
Au sein d'un hameau perché sur le versant occidental et montagneux du cap Ortegal, à douze kilomètres au nord-est du village lui-même de Ceidera et dans un site grandiose est établi le sanctuaire Saint-André-de-Teixido. C'est un important lieu de pèlerinage et un lieu emblématique de la culture galicienne.